# Ferrari SF-23
Chronologie des modèles (2023)
Ferrari F1-75 Ferrari SF-24
La Ferrari SF-23 est la monoplace de Formule 1 engagée par la Scuderia Ferrari dans le cadre de la saison 2023 du championnat du monde de Formule 1. Elle est pilotée par le même duo de pilotes que les deux saisons précédentes, l'Espagnol Carlos Sainz Jr. et le Monégasque Charles Leclerc.

## Présentation
La monoplace, présentée le 14 février 2023, est lancée dans la foulée sur le circuit de Fiorano, avec les premiers tours de piste de Charles Leclerc et Carlos Sainz Jr.,. 
Ferrari finit troisième du championnat du monde des constructeurs, à trois points de Mercedes ; la lutte pour le championnat dure jusqu'au dernier Grand Prix.

## Résultats en championnat du monde de Formule 1
| Saison | Écurie           | Moteur                                    | Pneus   | Pilotes          | Courses | Courses | Courses | Courses | Courses | Courses | Courses | Courses | Courses | Courses | Courses | Courses | Courses | Courses | Courses | Courses | Courses | Courses | Courses | Courses | Courses | Courses | Points inscrits | Classement |
| Saison | Écurie           | Moteur                                    | Pneus   | Pilotes          | 1       | 2       | 3       | 4       | 5       | 6       | 7       | 8       | 9       | 10      | 11      | 12      | 13      | 14      | 15      | 16      | 17      | 18      | 19      | 20      | 21      | 22      | Points inscrits | Classement |
| ------ | ---------------- | ----------------------------------------- | ------- | ---------------- | ------- | ------- | ------- | ------- | ------- | ------- | ------- | ------- | ------- | ------- | ------- | ------- | ------- | ------- | ------- | ------- | ------- | ------- | ------- | ------- | ------- | ------- | --------------- | ---------- |
| 2023   | Scuderia Ferrari | Ferrari V6 turbo hybride Tipo 066/10 1.6L | Pirelli |                  | BAH     | SAU     | AUS     | AZE     | MIA     | MON     | ESP     | CAN     | AUT     | GBR     | HON     | BEL     | P-B     | ITA     | SIN     | JAP     | QAT     | USA     | MEX     | SAO     | LAS     | ABU     | 406             | 3e         |
| 2023   | Scuderia Ferrari | Ferrari V6 turbo hybride Tipo 066/10 1.6L | Pirelli | Charles Leclerc  | Abd.    | 7e      | Abd.    | 3e      | 7e      | 6e      | 11e     | 4e      | 2e      | 9e      | 7e      | 3e      | Abd.    | 4e      | 4e      | 4e      | 5e      | Dsq.    | 3e      | Np.     | 2e      | 2e      | 406             | 3e         |
| 2023   | Scuderia Ferrari | Ferrari V6 turbo hybride Tipo 066/10 1.6L | Pirelli | Carlos Sainz Jr. | 4e      | 6e      | 12e     | 5e      | 5e      | 8e      | 5e      | 5e      | 6e      | 10e     | 8e      | Abd.    | 5e      | 3e      | 1er     | 6e      | Np.     | 3e      | 4e      | 6e      | 6e      | 18e     | 406             | 3e         |

Légende : ici 
- *Le pilote n'a pas terminé la course mais est classé pour avoir parcouru 90% de la distance.